# Jüdischer Friedhof Stein am Kocher

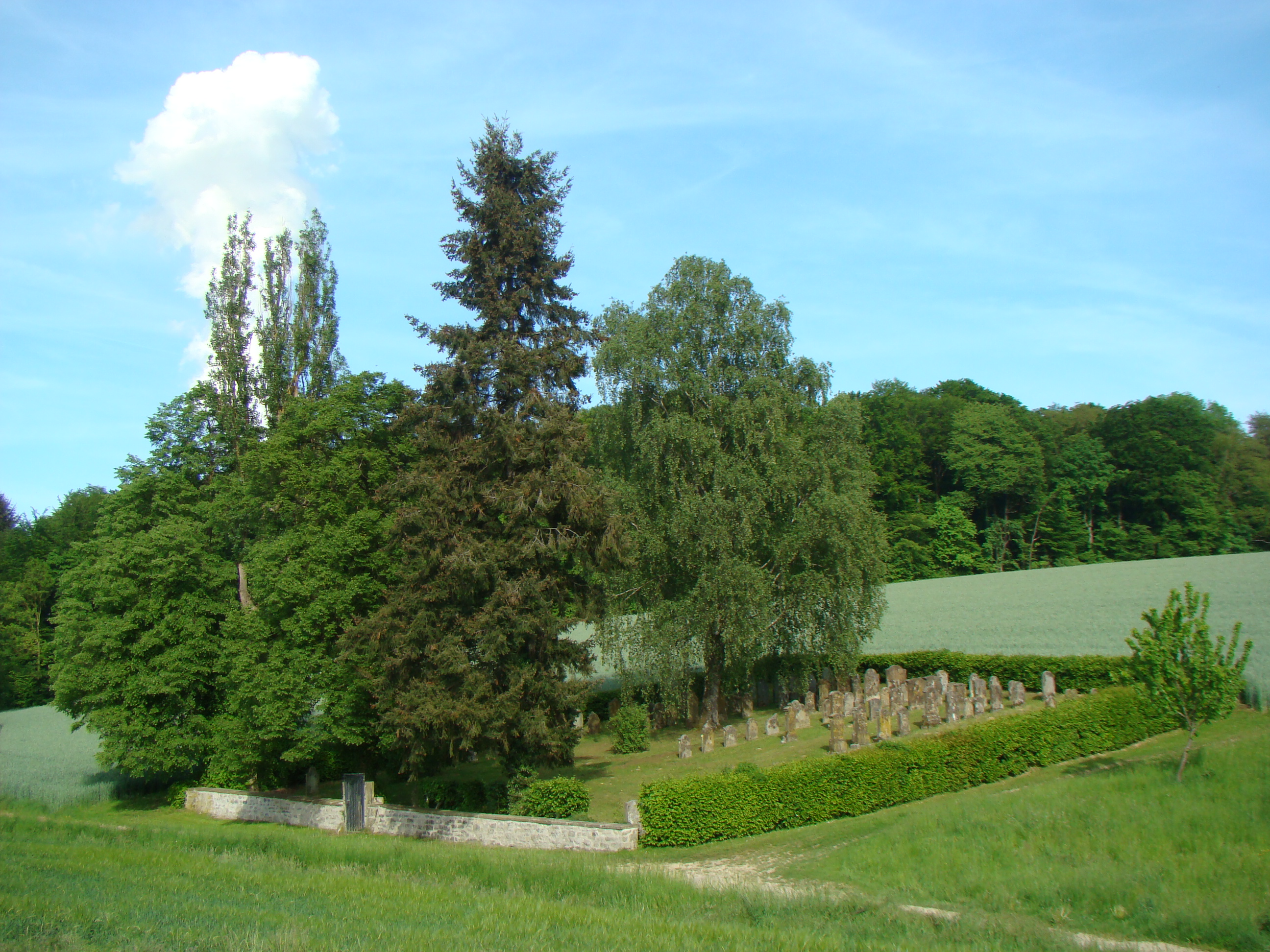
Jüdischer Friedhof Stein am Kocher

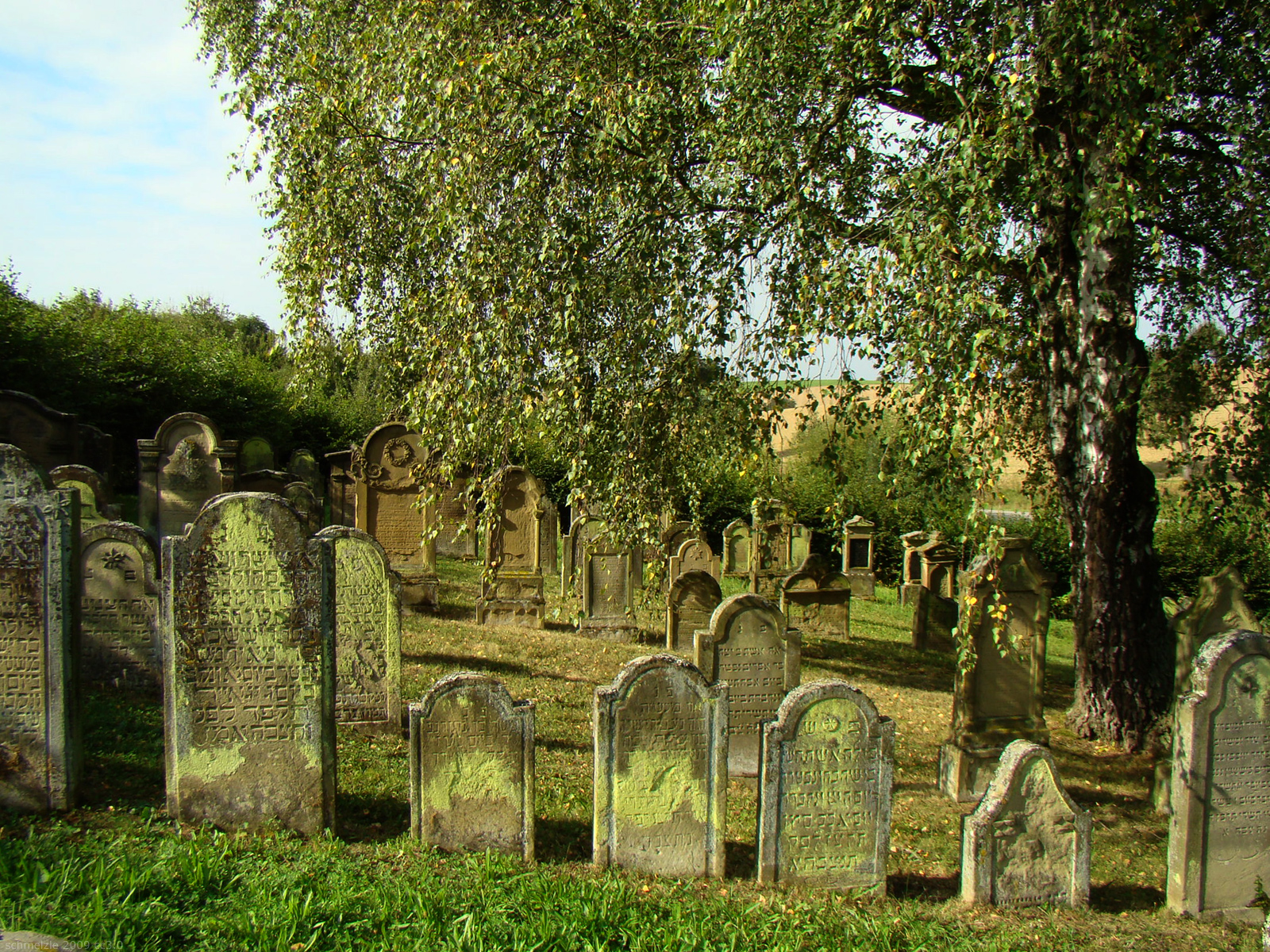
Grabmale

Der Jüdische Friedhof Stein am Kocher ist ein Jüdischer Friedhof in Stein am Kocher, einem Ortsteil von Neuenstadt am Kocher im Landkreis Heilbronn im nördlichen Baden-Württemberg.
Der 963 m² große Friedhof wurde um 1810 angelegt. Von den insgesamt 101 Grabsteinen datiert der älteste Grabstein von 1812, der jüngste von 1934. Vor 1812 wurden die Toten der jüdischen Gemeinde Stein am Kocher auf dem Jüdischen Friedhof Neudenau beigesetzt.